# NHKおかあさんといっしょ 40年の300曲
『NHKおかあさんといっしょ 40年の300曲』（エヌエイチケーおかあさんといっしょ よんじゅうねんのさんびゃっきょく）は、NHKの『おかあさんといっしょ』の放送開始40周年を記念した、CD10枚組のコンピレーション・アルバム。1999年12月22日に日本コロムビアから発売された。

## 概要
- NHK教育テレビで放送している子供向け番組『おかあさんといっしょ』が、1999年（平成11年）に、放送開始から40周年を記念して発売された、CD10枚組のコンピレーション・アルバム。